# Le Poinçonnet
Le Poinçonnet là một xã ở tỉnh Indre khu vực trung bộ Pháp. Xã này có diện tích 45 km², dân số thời điểm năm 1999 là 5021 người. Khu vực này có độ cao trung bình 159 mét trên mực nước biển.